# سیارک ۹۵۹۳۹
سیارک ۹۵۹۳۹ (به انگلیسی: 95939 Thagnesland، نامگذاری:2003KL20) نود و پنج هزار و نهصد و سی و نهمین سیارک کشف شده‌است که در ۳۰ مه ۲۰۰۳ کشف شد.